# Zbór Kościoła Zielonoświątkowego „Betel” w Ustroniu
Zbór Kościoła Zielonoświątkowego „Betel” w Ustroniu – zbór Kościoła Zielonoświątkowego w RP znajdujący się w Ustroniu. Zbór powstał w 1913 r., w 2004 r. przekroczył 400 wiernych.
Przed wojną zbór należał do Stanowczych Chrześcijan. W latach 30. XX w. liczył ok. 65 wiernych i odgrywał dużą rolę na polskim Śląsku Cieszyńskim (zbory istniały ponadto w Cieszynie, Wapienicy i Wiśle). Pierwszy chrzest dorosłych odbył się w 1946 r., chrzcił Stanisław Krakiewicz. W dniach 1-2 listopada 1946 r. w Ustroniu odbyła się zwołana przez Stanowczych Chrześcijan „Konferencja Braterska”, która doprowadziła do utworzenia „Unii Wyznań Ewangelicznych w Polsce”. 25-26 maja 1947 r. odbyła się kolejna konferencja, na której utworzono Zjednoczony Kościół Ewangeliczny i uchwalono jego statut.
Pastorami byli między innymi: Michał Hydzik (1976-1987, 2005-2014), Andrzej Luber (1987-2005). Obecnie od 2014 roku funkcję pastora sprawuje Bogusław Wrzecionko.
Obecna kaplica została zbudowana w latach 1979-1982, może pomieścić 600 osób i była to wtedy największa zielonoświątkowa kaplica w Polsce.
W 1987 r. zbór liczył 420 wiernych, w tym 282 członków. Posiadał dwie placówki: w Skoczowie i w Dzięgielowie. Był to wtedy trzeci wielki zbór zielonoświątkowy w Polsce (po zborze w Katowicach i Krakowie).
Na koniec 2010 zbór skupiał 346 wiernych, w tym 254 ochrzczonych członków.